# Jay Foreman
Jay Foreman (sinh ngày 4 tháng 10 năm 1984) là một YouTuber, ca sĩ kiêm sáng tác nhạc và nghệ sĩ hài người Anh. Anh đã hoạt động từ năm 2006 đến nay.

## Thời thơ ấu và giáo dục
Foreman cùng với các anh chị của mình lớn lên trong một gia đình gốc Do Thái ở Stanmore, Luân Đôn. Anh trai của anh là nhạc công kiêm nghệ sĩ beatbox Darren Foreman, còn được biết đến với nghệ danh "Beardyman".
Từ năm 1996 đến năm 2003, Foreman học tại trường Queen Elizabeth's School, một trường nam sinh công lập ở Barnet, Tây Bắc London, sau đó là trường Đại học York, nơi anh bắt đầu biểu diễn những ca khúc hài hước trên đàn guitar vào năm 2005.